# St. Maria Himmelfahrt (Herxheim)
Die katholische Pfarrkirche St. Maria Himmelfahrt (ältere Schreibweise auch St. Mariae Himmelfahrt bzw. St. Mariä Himmelfahrt) befindet sich in der Ortsgemeinde Herxheim bei Landau/Pfalz und nimmt dort aufgrund ihrer zentralen und erhöhten Lage eine unverkennbare Stellung im Ortsbild ein. Die Kirche ist zu Ehren der Aufnahme Mariens in den Himmel (Mariä Himmelfahrt) geweiht. Das Patrozinium ist bildlich im Hochaltar dargestellt.
Die erste Herxheimer Kirche wird als kleine Hofkirche nach der Gründung des Ortes im Jahre 773 n. Chr. angenommen. Über die Jahrhunderte hinweg wurde die Kirche mehrmals umgestaltet und vergrößert, sodass sie zum heutigen Zeitpunkt mehrere Baustile in sich vereint. Auffällig ist bis heute der im Jahre 1507 entstandene spätgotische Chorraum samt Kirchturm von 1585 sowie das hallenartige Langhaus im spätbarocken Stil.
Mit Inkrafttreten der Strukturreform „Gemeindepastoral 2015“ des Bistums Speyer behält die Herxheimer Kirche ihren Pfarreistatus bei. Sie ist somit das größte Kirchengebäude der am 1. Januar 2016 neu gegründeten Pfarrei Hl. Laurentius Herxheim.

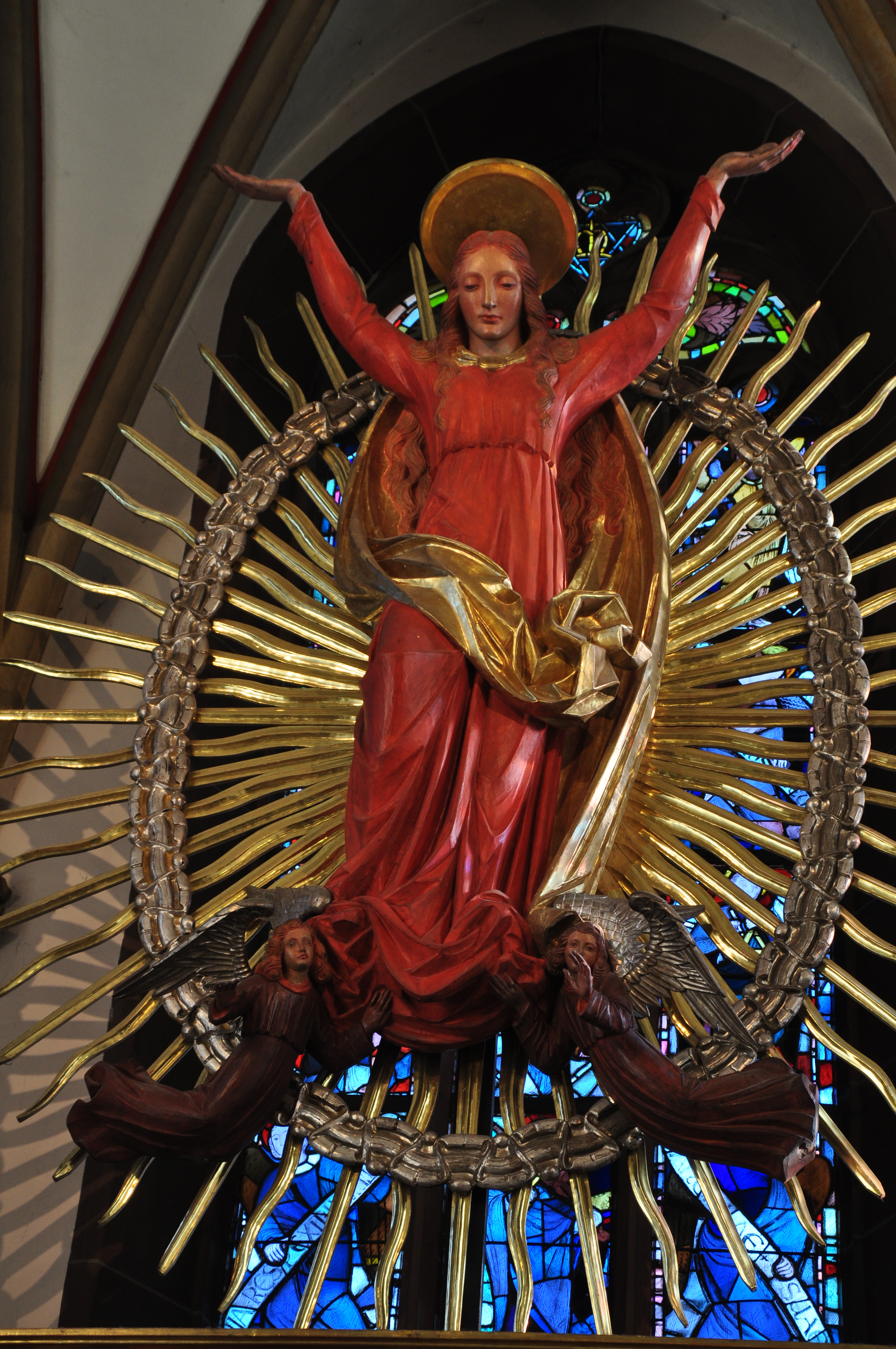
Maria Assumpta (1950), Detailaufnahme

## Geschichte

### Mittelalter

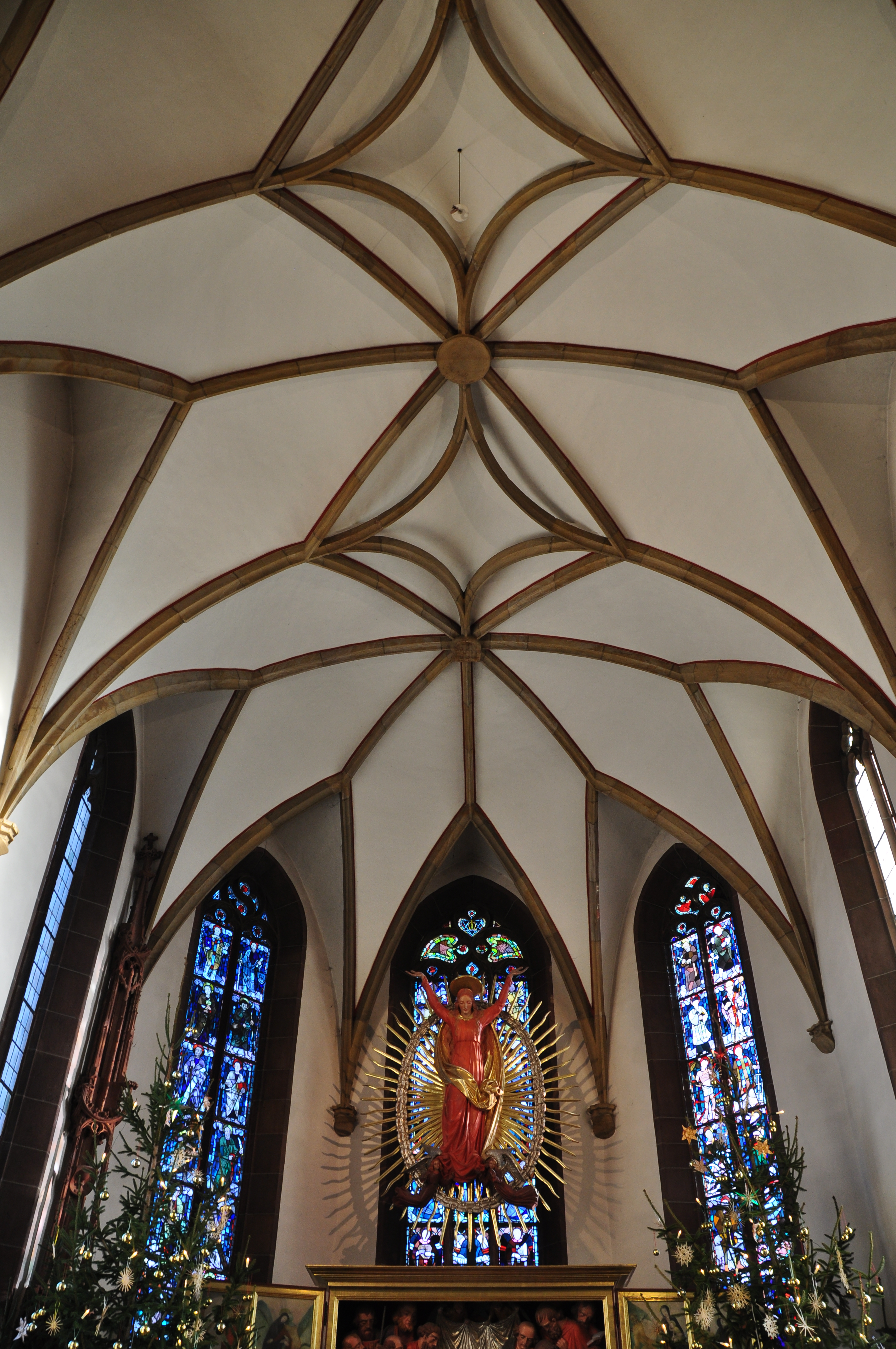
Deckengewölbe

Die Ursprünge der Herxheimer Kirche liegen im Dunkeln. Gegenüber dem heutigen Kirchberg befand sich ein ehemaliges Weißenburger Klostergut, welches im Jahre 1057 durch Schenkung an die salische Herrschaft Heinrichs IV. fiel. Erst 1213 wird das Kirchengebäude in Herxheim urkundlich erwähnt. Vermutlich handelte es sich hierbei bereits um eine zweite Kirche im romanischen Stil, die als Nachfolger einer kleineren Hofkirche errichtet wurde. Wem die Kirche direkt unterstellt war, ist ebenfalls nicht gesichert. Im Zuge des mittelalterlichen Feudalisierungsprozesses ist anzunehmen, dass auch die Herxheimer Kirche einem adeligen Grundherren unterstellt war. Man spricht in diesem Zusammenhang vom Eigenkirchenwesen. Der Grundherr war unter anderem für die Errichtung von Kirchengebäuden und die Einstellung von Priestern zuständig. Zwei Drittel des Kirchenzehntes kamen dabei ansässigen Herxheimer Adelsfamilien zu, ein Drittel war seit dem Jahre 1213 dem Domsänger zu Speyer vorbehalten, der unter anderem für den Ausbau von Chor und Pfarrhaus sorgte. Seit dem 16. Jahrhundert lag die Hälfte des Kirchenzehntes in den Händen der Herxheimer Adelsfamilie der Löwensteiner.

### Neuzeit
Politische und kirchliche Gemeinde fielen in Herxheim bis zur Französischen Revolution weitgehend zusammen. Der Friedhof wurde üblicherweise um das Gotteshaus angelegt. Es finden sich heute noch einige Überreste von Gräbern südöstlich des Chores, die allerdings starke Verwitterungsspuren aufweisen. Nach der Reformationszeit war auf dem Friedhof lediglich die Bestattung katholischer Christen erlaubt.
Die Auswirkungen der Revolutionszeit waren auch in der kirchlichen Gemeinde zu spüren. So wurde unter anderem das Pfarrhaus verwüstet und durch die politische Gemeinde renoviert. In den Jahren 1833/1834 erfolgte, ebenfalls durch die Ortsgemeinde veranlasst, ein Umbau des Kirchengebäudes. Erst im Jahre 1910 verzichtete die Ortsgemeinde Herxheim am Tag des Patroziniums (15. August) zugunsten des Verwaltungsrates der Pfarrei auf ihre bestehenden Besitzansprüche am Kirchturm. Nach dem Zweiten Weltkrieg erhielt die Pfarrei die vollständige Verantwortung bezüglich Kirchturm, Glocken und Turmuhr. Seit dem Jahre 1948 ist die Pfarrei für alle Bau- und Unterhaltspflichten selbst zuständig.

## Architektur

### Kirchturm
Der spätmittelalterliche Kirchturm bestand nur bis zur Hälfte des heute sichtbaren Turmes. Eine spätere Turmerweiterung lässt sich anhand der Steinstrukturen und Verfärbungen heute noch gut erkennen. Durch die Verwitterung sind die Steine des mittelalterlichen Turmes deutlich schwärzer als die Steine des Anbaus. Das untere Mauerwerk des Turmes bis zum gotischen Südfenster entstand wahrscheinlich um das Jahr 1400. Erst 1833/1834 wurde der Turm um etwa sechs Meter erhöht. In dieser Zeit erfolgte auch der Einbau eines gotischen Portales auf der Südseite des Turmes.
Die Glockenstube selbst stammt hingegen aus dem Jahre 1585, was eine eingemeißelte Jahreszahl an einem der Schallfenster belegt. Beim Umbau 1833/1834 wurde die mittelalterliche Turmspitze zu einer kleineren Turmlaterne umgestaltet. Diese bestand bis zum Jahre 1967, in welchem die heute sichtbare Kirchturmspitze errichtet wurde. Den Abschluss der neuen Spitze bildet ein 3,10 Meter hohes Kreuz auf einer Kugel (Durchmesser: 0,70 Meter). Der Kirchturm wurde 1967 somit um 20 Meter auf insgesamt 57 Meter erhöht und stellt seither ein markantes Merkmal der Pfarrkirche dar.
Bei der Kirchenrenovierung 2010 wurden einige Schieferziegeln ausgebessert. Im Zuge des Einbaues eines neuen Glockenstuhls (Januar 2016) wurden bereits im Dezember 2015 die Schallläden der Glockenstube erneuert. Im Verlauf der Renovierungsarbeiten wurden jedoch am Kirchturm enorme Schäden und Risse am Gemäuer und der Schiefereindeckung festgestellt. Die Unterkonstruktion aus Holz konnte die Schieferplatten nicht mehr tragen. Der Turmhelm wurde folglich mit einer Holzverschalung und 18.000 Schieferplatten aus Spanien erneuert. Die Schiefereindeckung wurde nach der altdeutschen Deckung vorgenommen. Bei der Abnahme des 5 Meter hohen Turmkreuzes im Dezember 2016 wurden auch hier Korrosionserscheinungen festgestellt. Turmkreuz und Turmkugel wurden entsprechend ihrem Originalzustand wieder neu vergoldet. Im Juni 2017 wurde die Turmrenovierung nach 19-monatiger Bauphase abgeschlossen.

### Chorraum

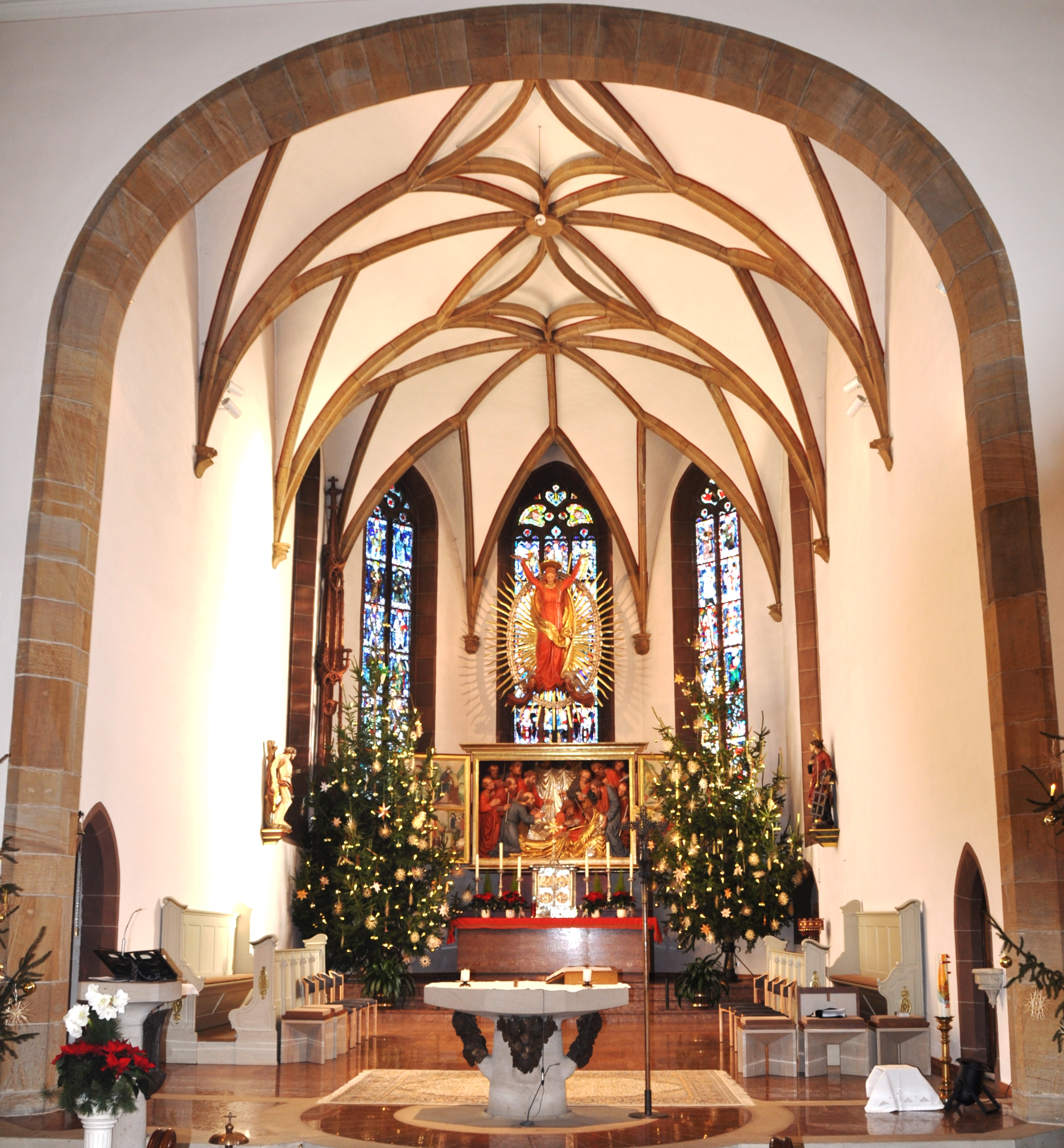
Chorraum mit Weihnachtsschmuck

Herzstück der Pfarrkirche St. Maria Himmelfahrt bildet der spätgotische Chor aus dem Jahre 1507. Der Grundstein des Chores ist an der südlichen Außenseite gut zu erkennen. Darauf steht geschrieben:
| Inschrift                                               | Übersetzung                                      |
| ------------------------------------------------------- | ------------------------------------------------ |
| „Anno ◊ dni ◊ MCCCCC VII ◊ uf ◊ viti ◊ und ◊ modesti ◊“ | „Im Jahre des Herrn 1507 auf Vitus und Modestus“ |

Gedenktag der Heiligen Vitus und Modestus ist der 15. Juni. Nicht bekannt ist, ob es sich beim 15. Juni 1507 um den Tag des Baubeginnes, der Fertigstellung oder den Tag der Konsekration des fertigen Baues handelt.
Den Chor kennzeichnet ein dreijochiges Netzgewölbe, das sich in Achteckseiten erstreckt.
An den Seitenwänden des Chores befinden sich die Statuen der Nebenpatronen St. Sebastian und St. Laurentius.

### Kirchenschiff

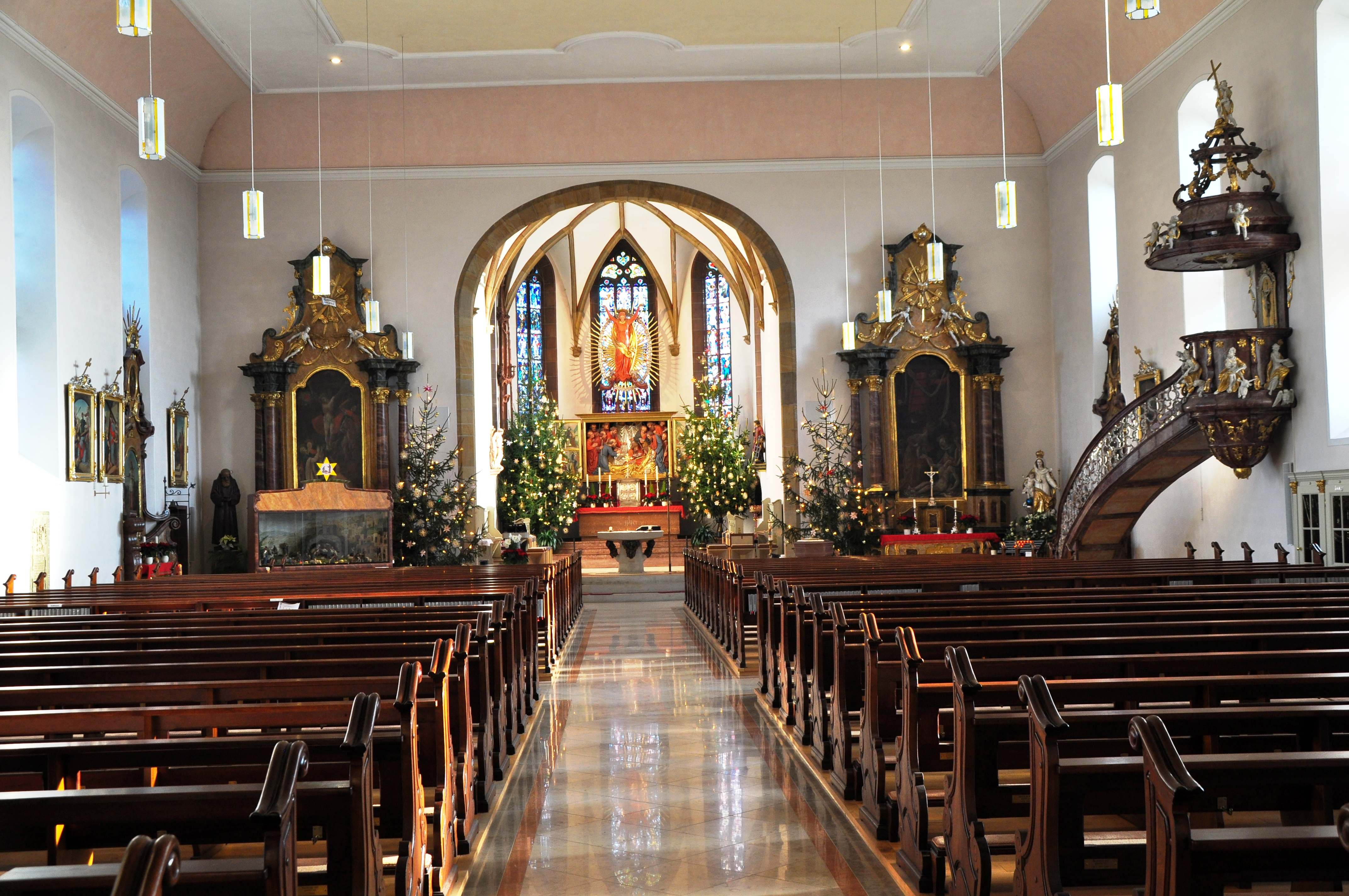
Innenraum mit Blick auf den Chor, Seitenaltäre und Kanzel

Das Kirchenschiff misst etwa 40 m × 20 m und wurde 1776/1777 errichtet. Das starke Anwachsen der Herxheimer Bevölkerung machte einen pragmatischen Umbau des alten Kirchenschiffes notwendig. Infolgedessen erweist sich das Kirchenschiff als eher schlicht und schmucklos, da es sich letztlich um einen saalartigen Funktionsbau handelt, welcher nach den Plänen von François Gavillet, dem damaligen Ingenieur und Festungsbaumeister der Stadt Landau in der Pfalz, angefertigt wurde. So besitzt die Herxheimer Pfarrkirche mitsamt der Empore Sitzbänke für 1000 Personen, was sich für eine Dorfkirche als eher ungewöhnlich erweist.
Die Empore wird von 12 Eichenstämmen, die in Marmoroptik gestaltet wurden, getragen. Im Kirchenraum finden sich zudem 14 Kreuzwegstationen auf Öl aus dem Jahre 1868, die von J. Mayr (München) gefertigt wurden sowie vier Nebenaltäre im Rokoko-Stil aus dem 18. Jahrhundert.

## Ausstattung

### Hochaltar

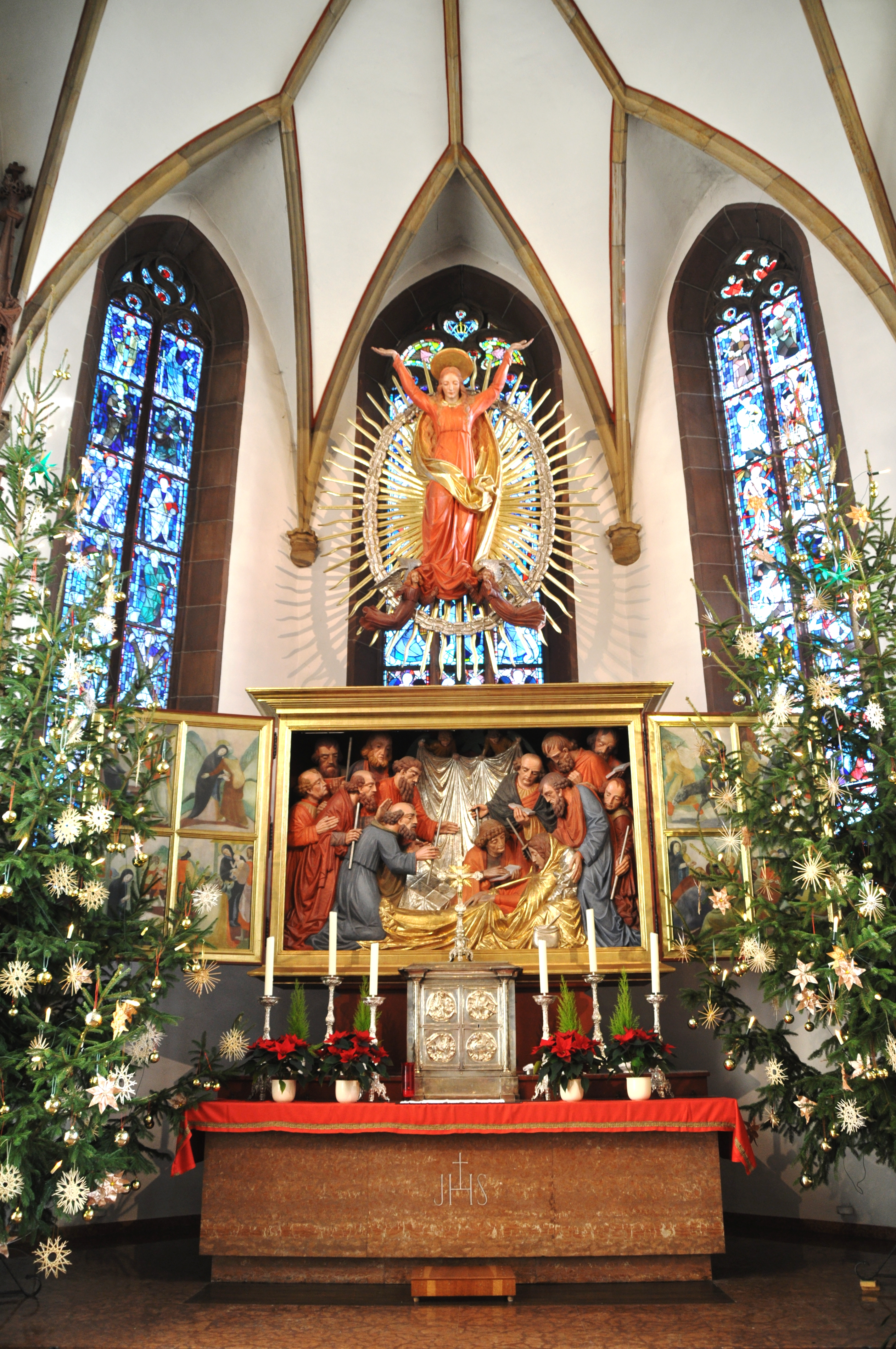
Flügelaltar (1950)

Im spätgotischen Chor laufen alle Fluchtpunkte auf den Hochaltar aus dem Jahre 1950 zu, welcher von den Professoren Panzer (Bildhauer, München) und Burkhart (Maler, Frankfurt) gefertigt wurde. Zentrum des Hochaltares ist zunächst der versilberte Tabernakelschrein, der gemäß dem eucharistischen Verständnis der Katholischen Kirche als Aufbewahrungsort der konsekrierten Hostien dient.
Über dem Tabernakel befindet sich der Flügelaltar, welcher in der Mitte als Hauptmotiv die Entschlafung Mariens im Kreise der Jünger Jesu zeigt. Die beiden Seitenflügel weisen je vier Bildmotive aus dem Leben Mariens auf. Sie beginnen mit einer Darstellung der Verkündigung Mariens und enden mit der Hochzeit zu Kana. Die Rückseiten der Flügel stellen die Nebenpatrone der Pfarrkirche (St. Laurentius, St. Sebastian) dar. In der Fastenzeit sowie in der Adventszeit wird der Flügelaltar zugeklappt, sodass auch diese Gemälde besichtigt werden können.
Unmittelbar über dem Flügelaltar fügt sich thematisch eine Darstellung der Aufnahme Mariens in den Himmel in Form einer Strahlenmandorla an, was zugleich auch das Patrozinium der Pfarrkirche in bildlicher Weise zur Schau stellt.

### Zelebrationsaltar und Ambo

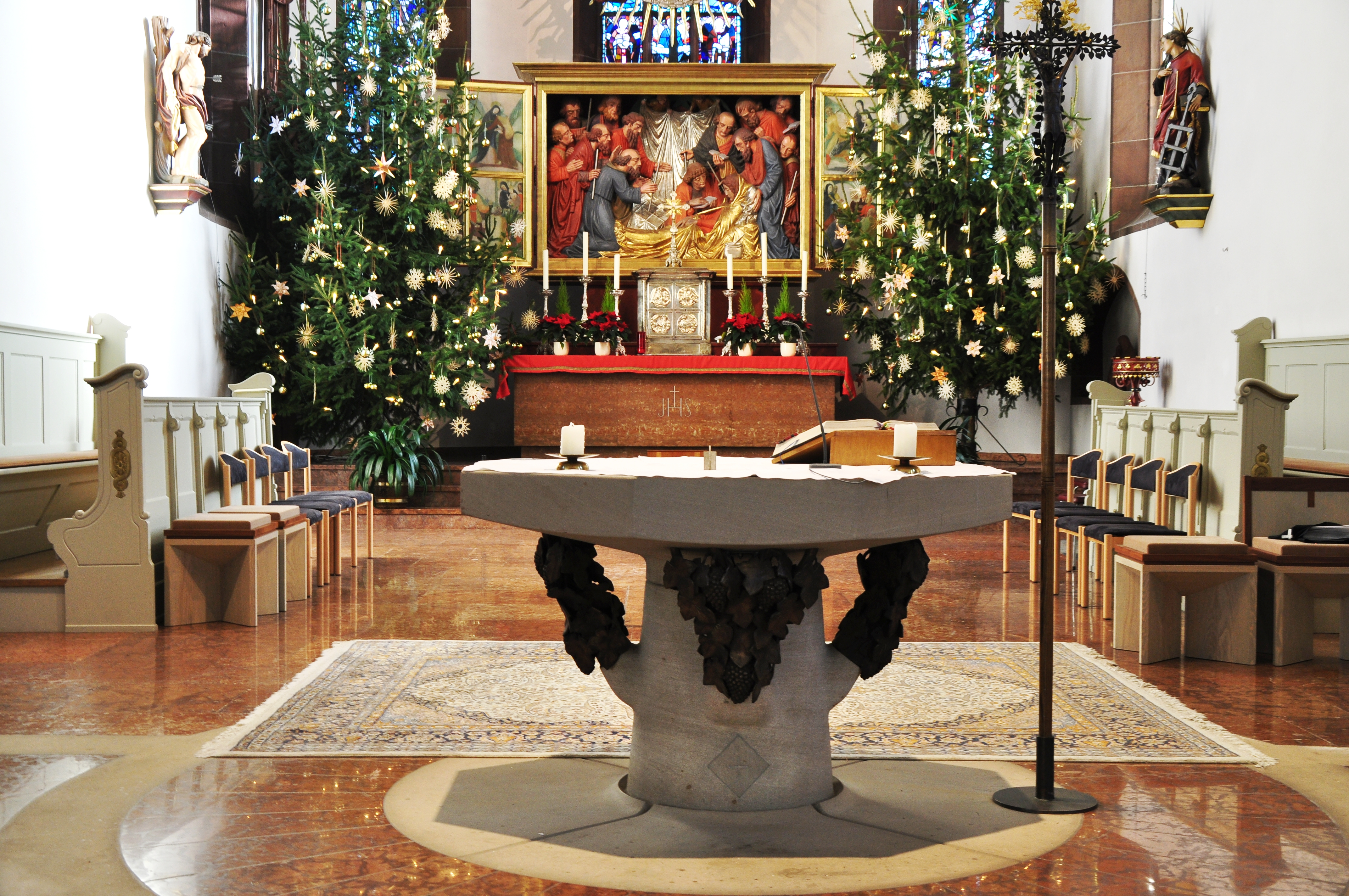
Zelebrationsaltar mit Altarkreuz (1994)

Im April 1994 wurde durch Bischof Anton Schlembach der neue Zelebrationsaltar eingeweiht. Er löste damit einen einfachen, seit dem Zweiten Vatikanischen Konzil bestehenden, provisorischen Holzaltar ab. Der Zelebrationsaltar ist ein achteckiger Tisch aus hellgelbem Sandstein. An der Tischsäule sind vier bronzene Weinreben mit Weinlaub zu sehen. Die Symbolik des Altares verweist somit auf das biblische Wort Jesu 
Ich bin der Weinstock, ihr seid die Reben. Wer in mir bleibt und in wem ich bleibe, der bringt reiche Frucht; denn getrennt von mir könnt ihr nichts vollbringen. (Joh15,5 )
Der Ambo wurde im gleichen Stil geschaffen. Die Ambosäule zeigt linksseitig bronzene Dornen, rechtsseitig bronzenes Getreide. Der Ambo als Ort des Wortgottesdienstes während der Eucharistiefeier verweist in seiner künstlerischen Gestaltung auf das jesuanische Gleichnis vom Sämann. Darin wird auch das Verständnis des göttlichen Wortes gedeutet:
Immer wenn ein Mensch das Wort vom Reich hört und es nicht versteht, kommt der Böse und nimmt alles weg, was diesem Menschen ins Herz gesät wurde; hier ist der Samen auf den Weg gefallen. Auf felsigen Boden ist der Samen bei dem gefallen, der das Wort hört und sofort freudig aufnimmt, aber keine Wurzeln hat, sondern unbeständig ist; sobald er um des Wortes willen bedrängt oder verfolgt wird, kommt er zu Fall. In die Dornen ist der Samen bei dem gefallen, der das Wort zwar hört, aber dann ersticken es die Sorgen dieser Welt und der trügerische Reichtum und es bringt keine Frucht. Auf guten Boden ist der Samen bei dem gesät, der das Wort hört und es auch versteht; er bringt dann Frucht, hundertfach oder sechzigfach oder dreißigfach. (Mt13,19–23 )
Altar und Ambo greifen somit auch die Agrarkultur der Südpfalz auf, die überwiegend vom Wein- und Getreideanbau geprägt ist.
Sowohl Zelebrationsaltar, Altarkreuz als auch Ambo wurden von Bildhauer Ulrich Langohr aus Menden gefertigt.

### Rokoko-Kanzel

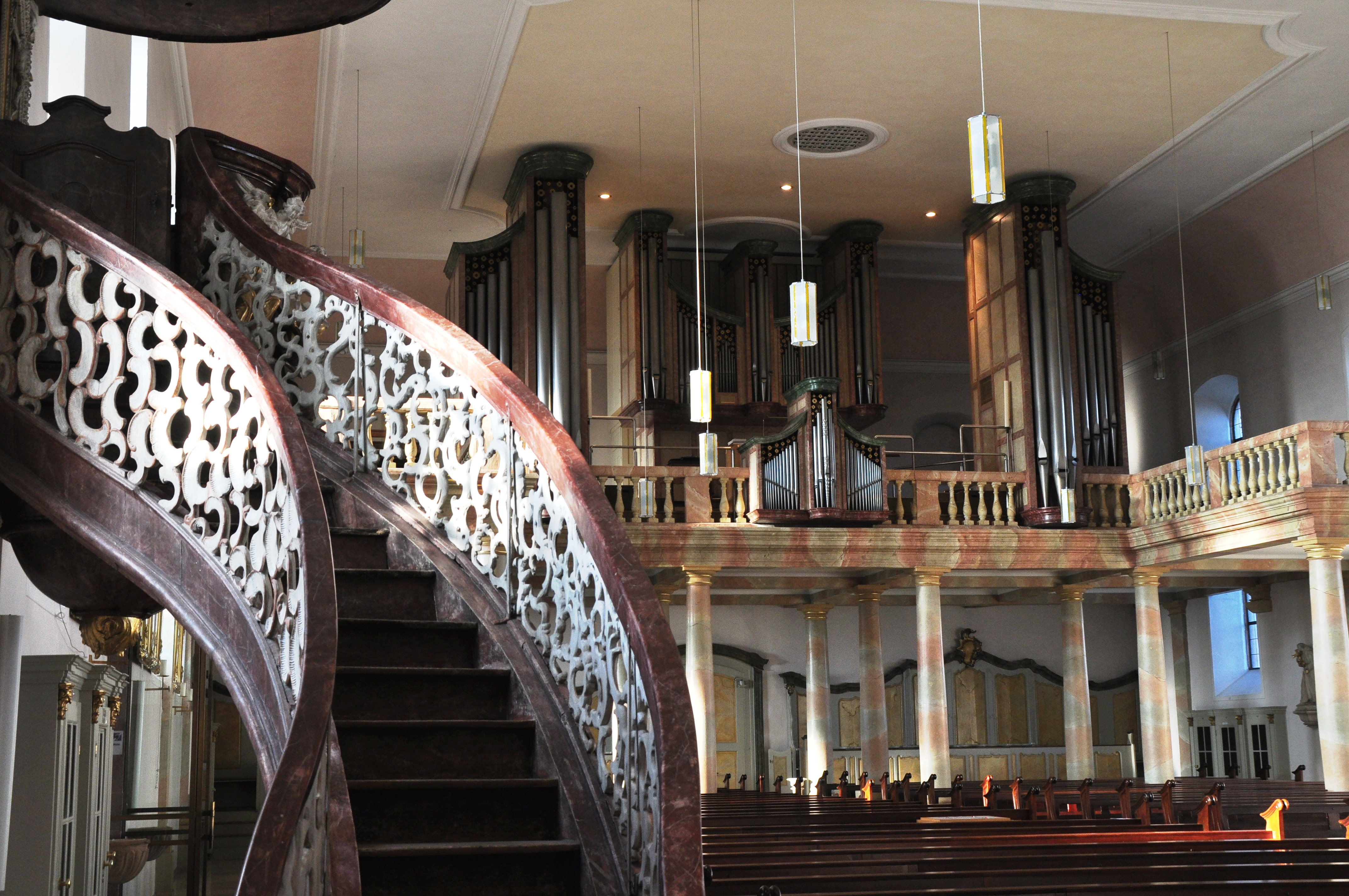
Aufgang zur Kanzel

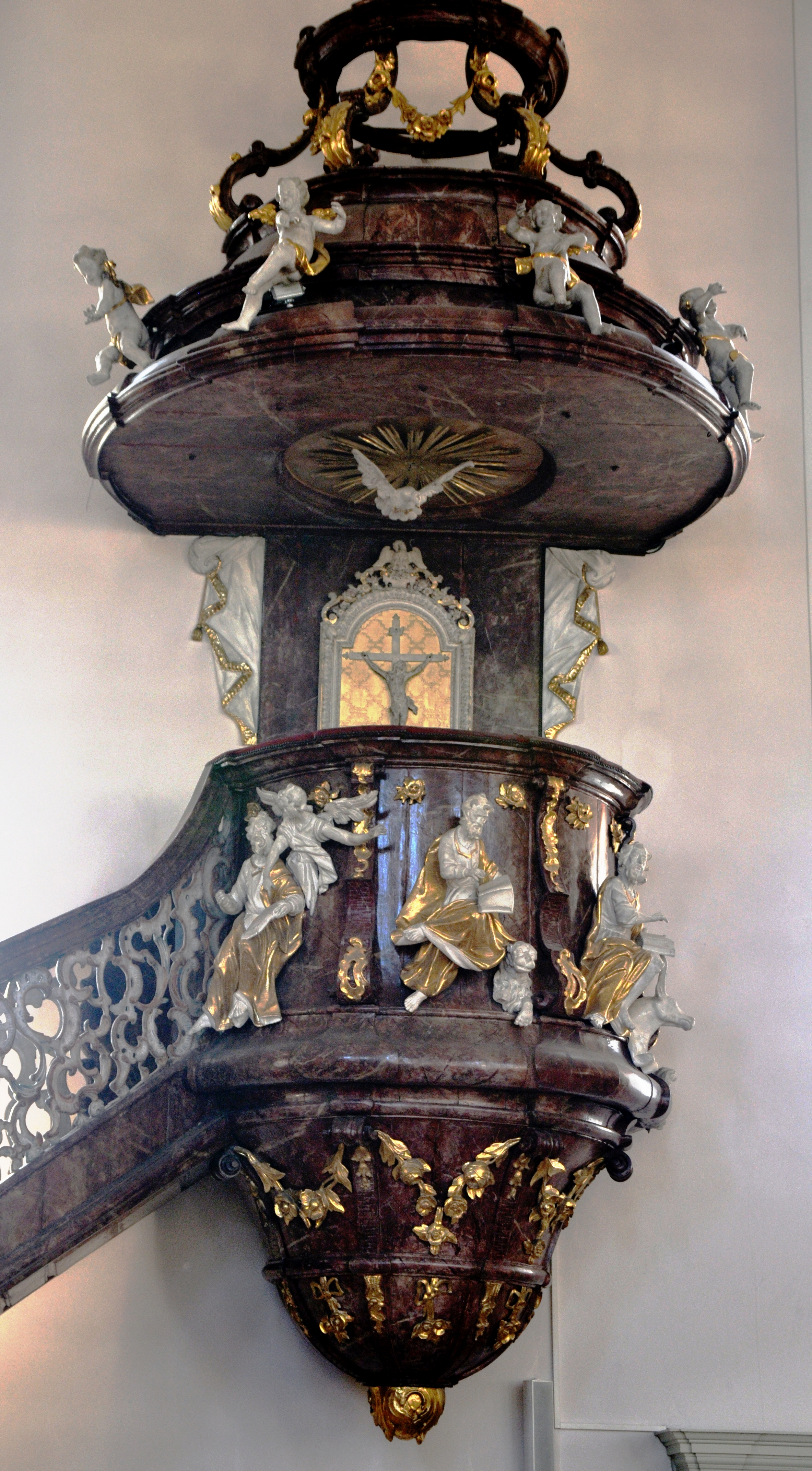
Rokoko-Kanzel (um 1725)

Die Herxheimer Rokoko-Kanzel stellt ein besonderes künstlerisches Merkmal der Pfarrkirche St. Maria Himmelfahrt dar. Es sticht hier besonders der bogenförmige Treppenaufgang hervor.

„beachtenswerte Spätbarockschöpfung, Korpus rund, mit Volutenpilastern und blumengeziertem Untersatz. Zwischen den Pilastern vollrund gearbeitete Sitzfiguren der vier Evangelisten. Der ebenfalls runde Schalldeckel hat eine hohe, durchbrochene Volutenöffnung, darauf Engelfigürchen. Die Brüstung des geschwungenen Kanzelaufganges zeigt reiche, durchbrochene Rokokomuschelschnitzerei. An der Rückwand der Kanzel ein gutes Holzkruzifix, gerahmt mit Laub- und Bandwerkschnitzerei mit einem Pelikan oben, aus der zeit um 1725.“

### Kirchenfenster

#### Langhaus
Die Kirchenfenster im Langhaus stellen verschiedene Motive dar. Sie wurden von Herxheimer Familien gestiftet, die alle namentlich unter den jeweiligen Motiven aufgeführt sind. 1909 erfolgte die Anfertigung der Glasmalereien durch die Fa. Ostermann-Hartwein (München).

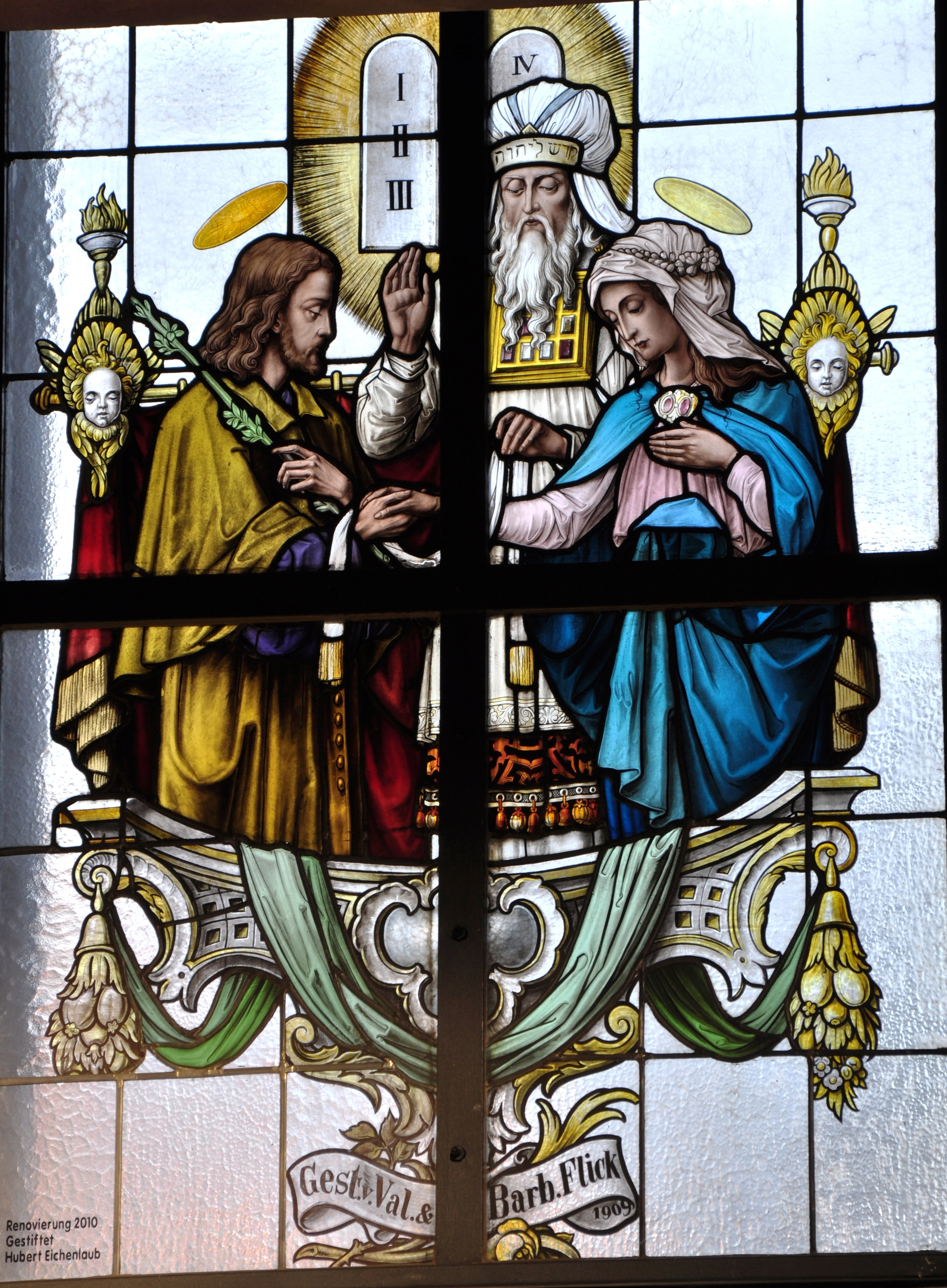
Verlobung Mariens
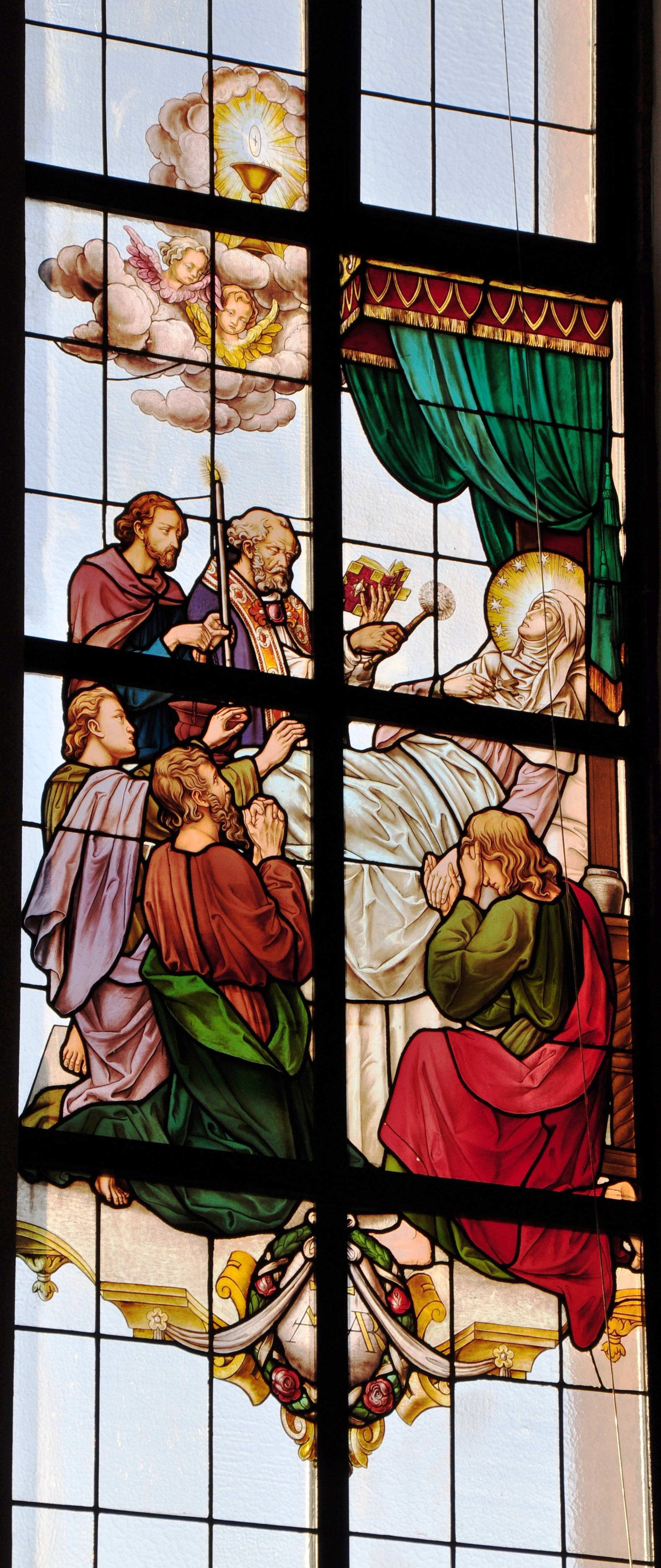
Tod Mariens
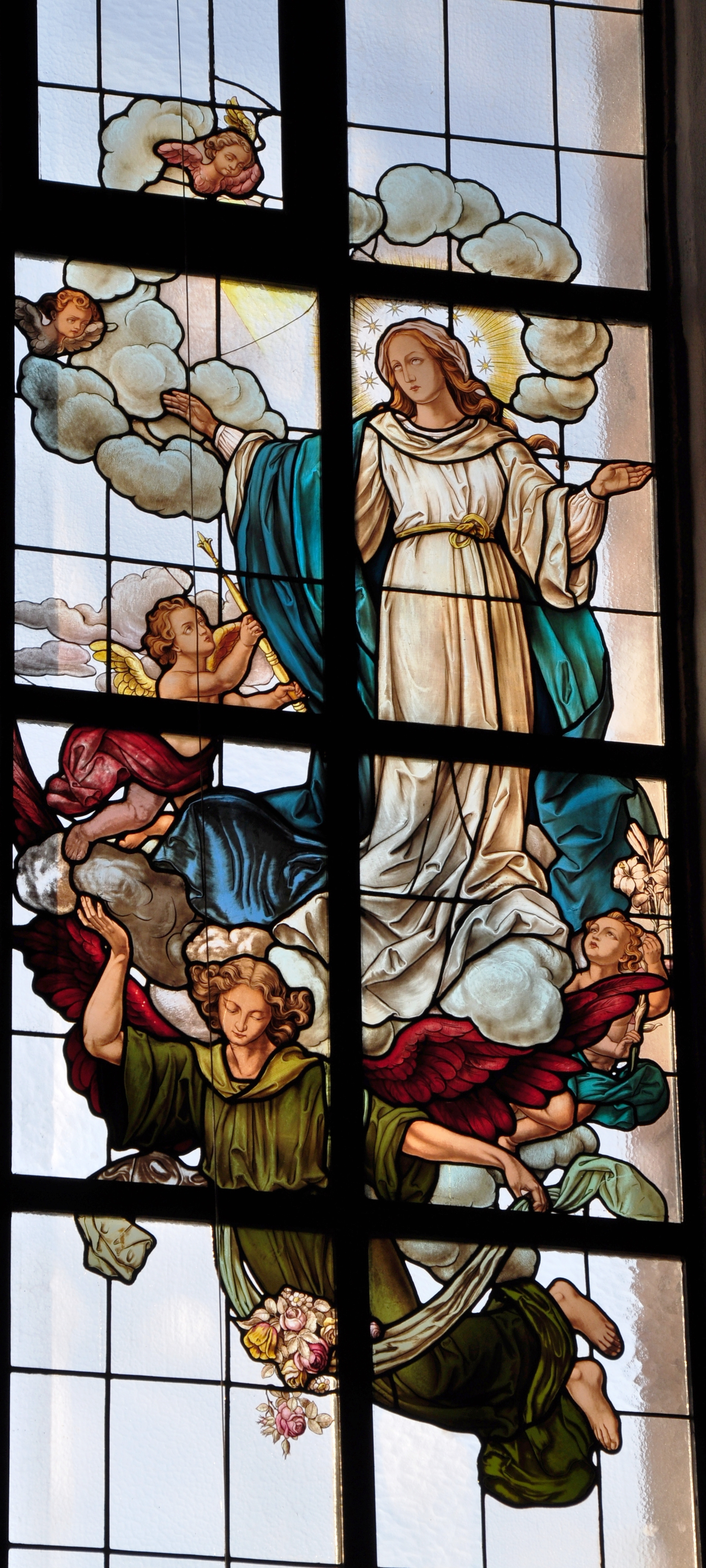
Aufnahme Mariens in den Himmel

| Links                                                          | Rechts                                       |
| -------------------------------------------------------------- | -------------------------------------------- |
| Mariä Heimsuchung                                              | Mariä Himmelfahrt                            |
| Geburt Jesu                                                    | Tod Mariens                                  |
| Flucht nach Ägypten                                            | Kreuzabnahme Jesu                            |
| Der 12-jährige Jesus im Tempel                                 | Jesus begegnet den weinenden Frauen          |
| oben: Landmann vor Crucifix; unten: Verlobung Josefs mit Maria | oben: St. Wendelin; unten: Maria lehrt Jesus |
| St. Cäcilia                                                    | König David (Psalmist)                       |

#### Chor
Der Chor beinhaltet fünf Spitzbogenfenster. Die seitlichen Fenster sind unbemalt, die drei nach Osten ausgerichteten Fenster zeigen unterschiedliche Heiligenfiguren. Entworfen wurden sie von Albert Burkhart (Frankfurt a. M.) und durch Wilhelm Pütz (München) im Jahre 1949 ausgestaltet. Die drei Kirchenfenster des Mittelsegments sind thematisch verschieden: Im linken sind die zwölf Apostel, in der Mitte Engel und im rechten Fenster verschiedene Heiligengestalten dargestellt.

### Lourdesgrotte und Kreuzigungsgruppe
Auf dem oberen Kirchberg befindet sich östlich eine Kopie der Mariengrotte von Lourdes. Westlich gelegen befindet sich eine Kreuzigungsgruppe. Die Kreuzigungsgruppe wurde im Jahre 1813 zu Ehren Kaiser Napoleons I. von Frankreich errichtet. Im Volksmund wird es daher auch als Napoleonskreuz beschrieben, wenngleich die Bezeichnung Missionskreuz durch die Kreuzesinschrift geläufiger ist.

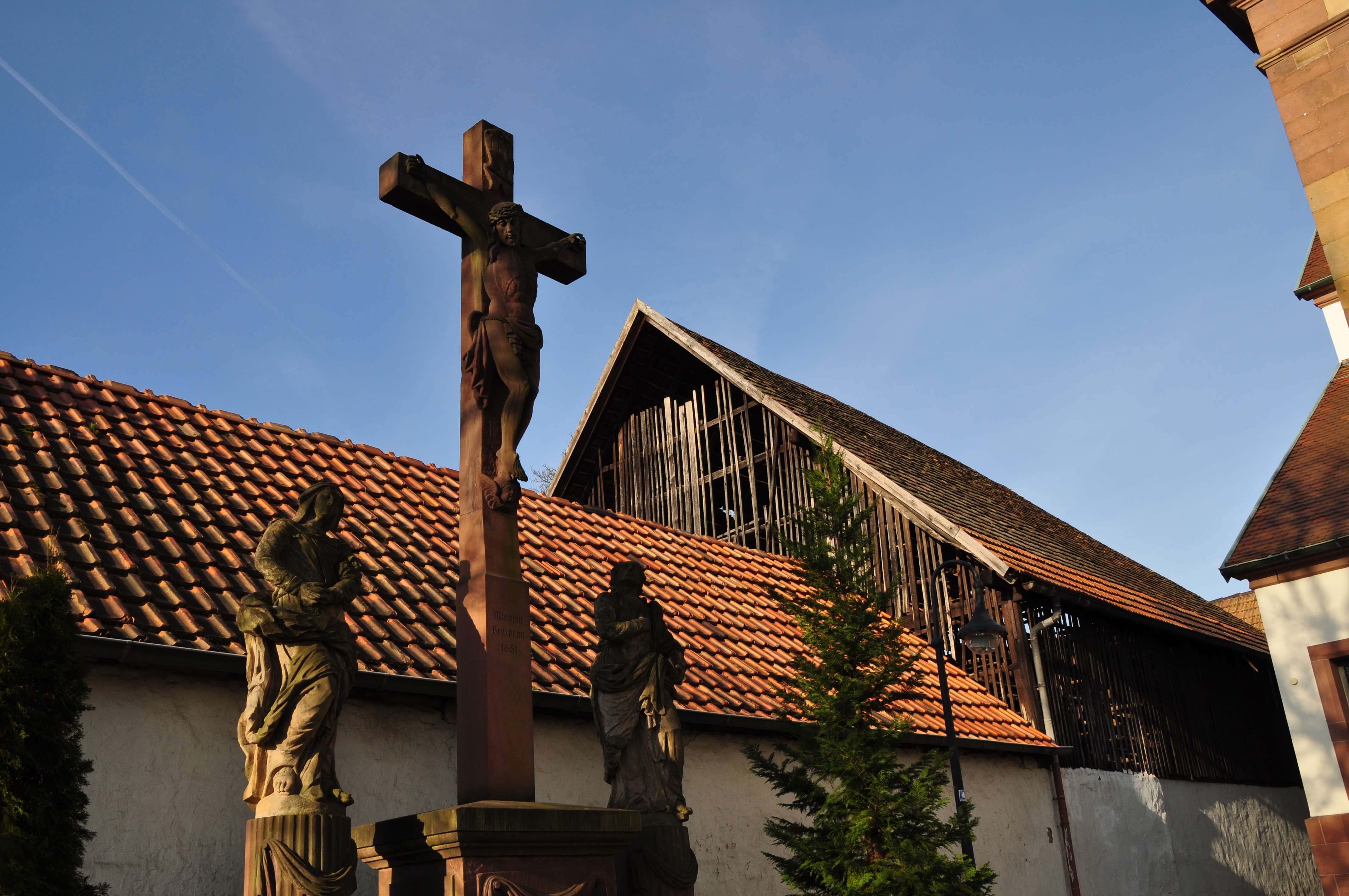
Kreuzigungsgruppe

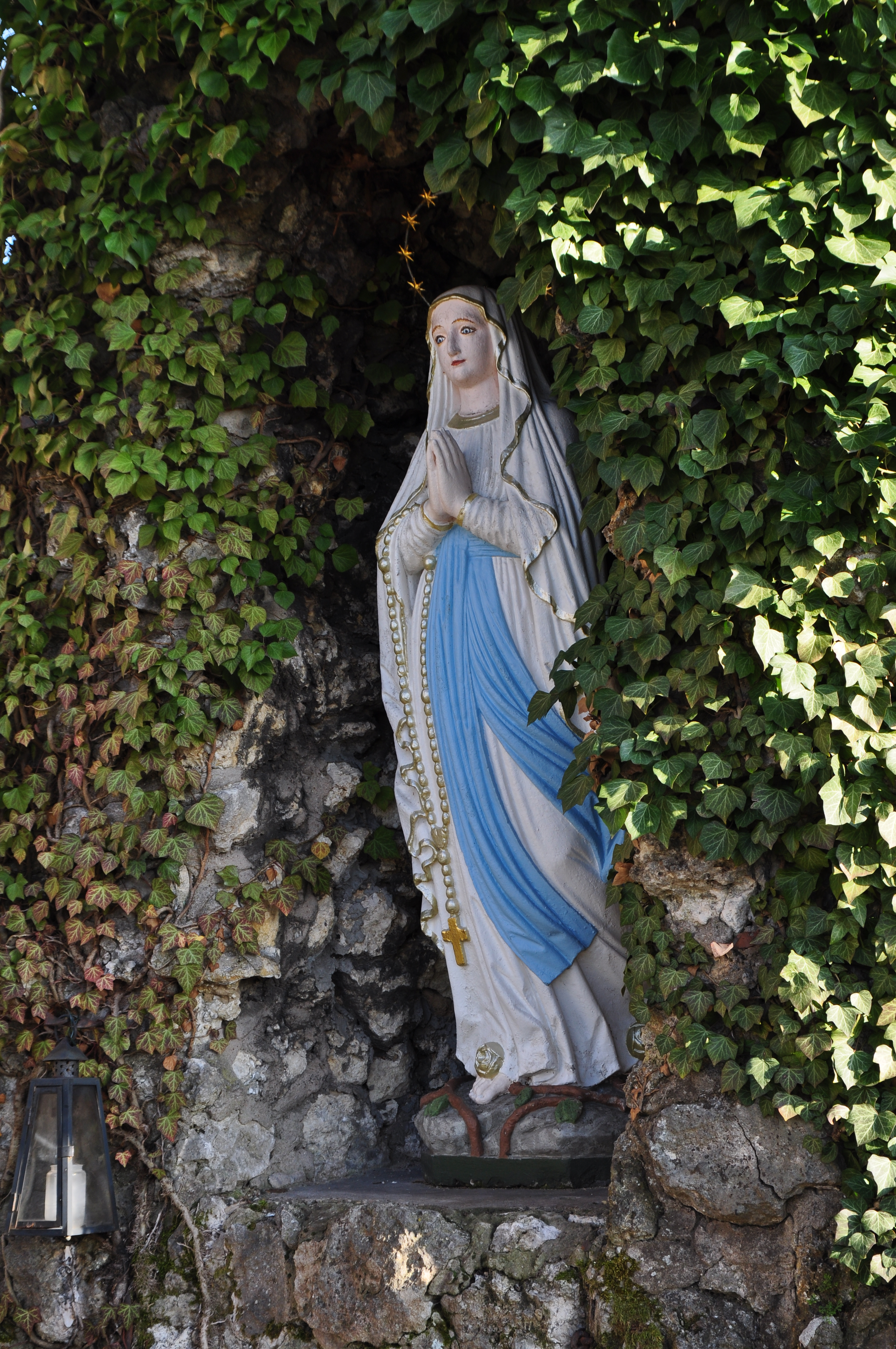
Lourdesgrotte

| Kreuzinschrift |
| --- |
| Missionskreuz 1813 |
| „Vollkommener Ablaß am 30. März als Tag der Einweihung. 5 Jahre Ablaß für Alle, die vor dem Missionskreuz 3 Vater unser u. Ave mit Ehre sei dir Gott etc, zur Verehrung der 3 stündigen Todesangst Joh. am Ölberg beten. 100 Tage Ablaß für jene welche an dem Missionskreuz im Gebet verweilen.“ |
| Christus hat sich selbst erniedrigt und ist gehorsam geworden bis zum Tode und zwar zum Tode des Kreuzes. (PHILIPP 2,8) |
| Dieses Kreuz ist errichtet worden im Jahre 1813, den 8. September, durch den Herrn Pfarrer Heel und Kirchenrath Johann Adam Schultz |

### Krippe

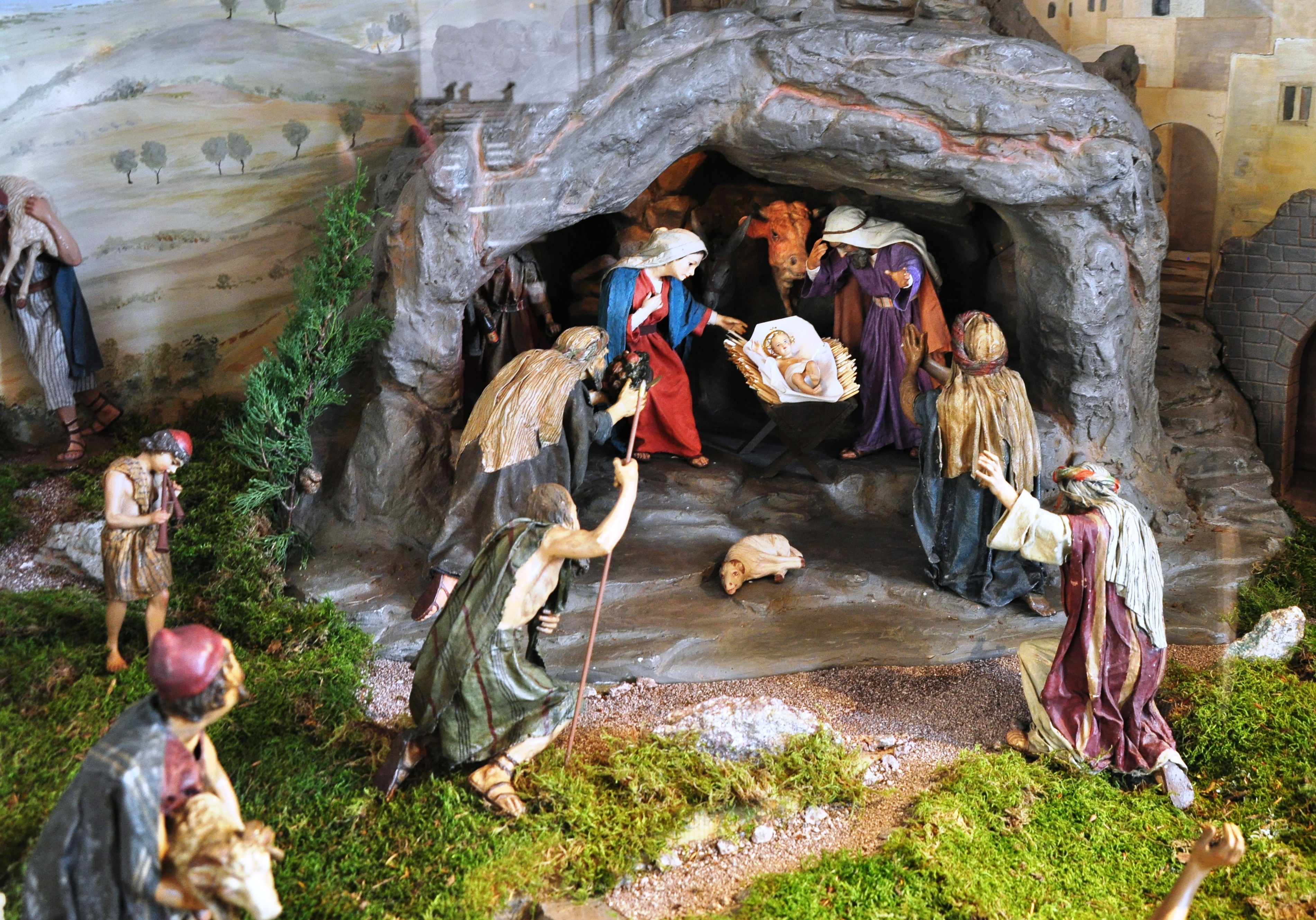
Osterrieder-Krippe (Ausschnitt)

Die Herxheimer Krippe wurde im Jahre 1928 durch den damaligen Ortspfarrer Karl Neuberger angeschafft, allerdings übergab man sie bereits in den 1970er-Jahren in Privatbesitz. Erst 1994 konnte die Osterrieder-Krippe wieder erworben werden. Die Krippe wird seither zwischen Heiligabend und Mariä Lichtmess (2. Februar) in der Pfarrkirche ausgestellt. Die Herxheimer Osterrieder-Krippe zeigt eine Stallhöhle, welche in eine städtisch-ländliche Umgebung eingebunden ist. Die Szenerie des Heiligen Landes zeichnet sich durch viele Details aus (z. B. Brunnen, Feuerplatz, Häuser, Getreidemühle, Palmen und Sträucher). Zahlreiche Figuren werden jedes Jahr neu angeordnet. Zum Dreikönigstag (6. Januar) werden zusätzlich die Heiligen Drei Könige mit ihren Kamelen und Dienern in die Krippe gestellt.
Bildhauer Sebastian Osterrieder (1864–1932) begann schon in seiner Kindheit mit dem Schnitzen von Krippen und Figuren. Für seine Krippen entwickelte er eigens ein Herstellungsverfahren, den sog. „französischen Hartguss“. Die aus Gips gefertigten Figuren überzeugen durch besondere Detailtreue. So wurden die Figuren unter anderem mit echten Stoffen gekleidet, anschließend bemalt und mit Leim überzogen. Einige Figuren der Krippe besitzen zudem gläserne Augen.
Ein Beweggrund für die Anschaffung einer Osterrieder-Krippe dürfte wohl die Verbindung des Krippenkünstlers zum Gründer des St.-Paulusstiftes in Herxheim gewesen sein. Prälat Jakob Friedrich Bussereau lernte Osterrieder in seiner Studienzeit kennen und baute eine freundschaftliche Beziehung auf. Die Schwester des Künstlers, Therese Osterrieder, verbrachte ihren Lebensabend bis zu ihrem Tod 1917 im St. Paulusstift Herxheim.

## Glockengeläut
Die Pfarrkirche besitzt ein sechsstimmiges Geläute.
Die fünf großen Glocken wurden 1952 von Hermann Hamm in Frankenthal gegossen.
Die kleinste Glocke von 1936 hat als einzige den Zweiten Weltkrieg überlebt, sie stammt noch aus dem fünfstimmigen Vorgängergeläute. Grundmotiv des Geläutes ist das „Salve Regina“.
| Nr. | Name           | Gewicht  | Durchmesser | Stimmung | Gussjahr | Lateinische Inschrift                        | Dt. Übersetzung                                                    |
| 1   | Christkönig    | 2.650 kg | 1,68 m      | h°       | 1952     | „O REX GLORIAE! CHRISTE, VENI CUM PACE!“     | „Oh König der Herrlichkeit! Christus, komme mit Frieden!“          |
| 2   | St. Maria      | 1.960 kg | 1,51 m      | cis´     | 1952     | „AVE MARIA ASSUMPTA!“                        | „Maria, aufgenommen in den Himmel, sei gegrüßt!“                   |
| 3   | St. Michael    | 1.350 kg | 1,34 m      | dis´     | 1952     | „QUIS UT DEUS?“                              | „Wer ist wie Gott?“                                                |
| 4   | St. Laurentius | 780 kg   | 1,12 m      | fis´     | 1952     | „A PESTE, FAME ET BELLO, LIBERA NOS DOMINE!“ | „Von Pest, Hungersnot und Krieg erlöse uns, oh Herr!“              |
| 5   | St. Bonifatius | 570 kg   | 1,00 m      | gis´     | 1952     | nur dt. Inschrift                            | „An Gottes Segen ist alles gelegen.“                               |
| 6   | St. Georg      | 388 kg   | –           | h´       | 1936     | „VOX MEA REGI CHRISTO FILIO DEI UNIGENITO.“  | „Meine Stimme zu Ehren Christkönig, dem eingeborenen Sohn Gottes.“ |

## Orgel

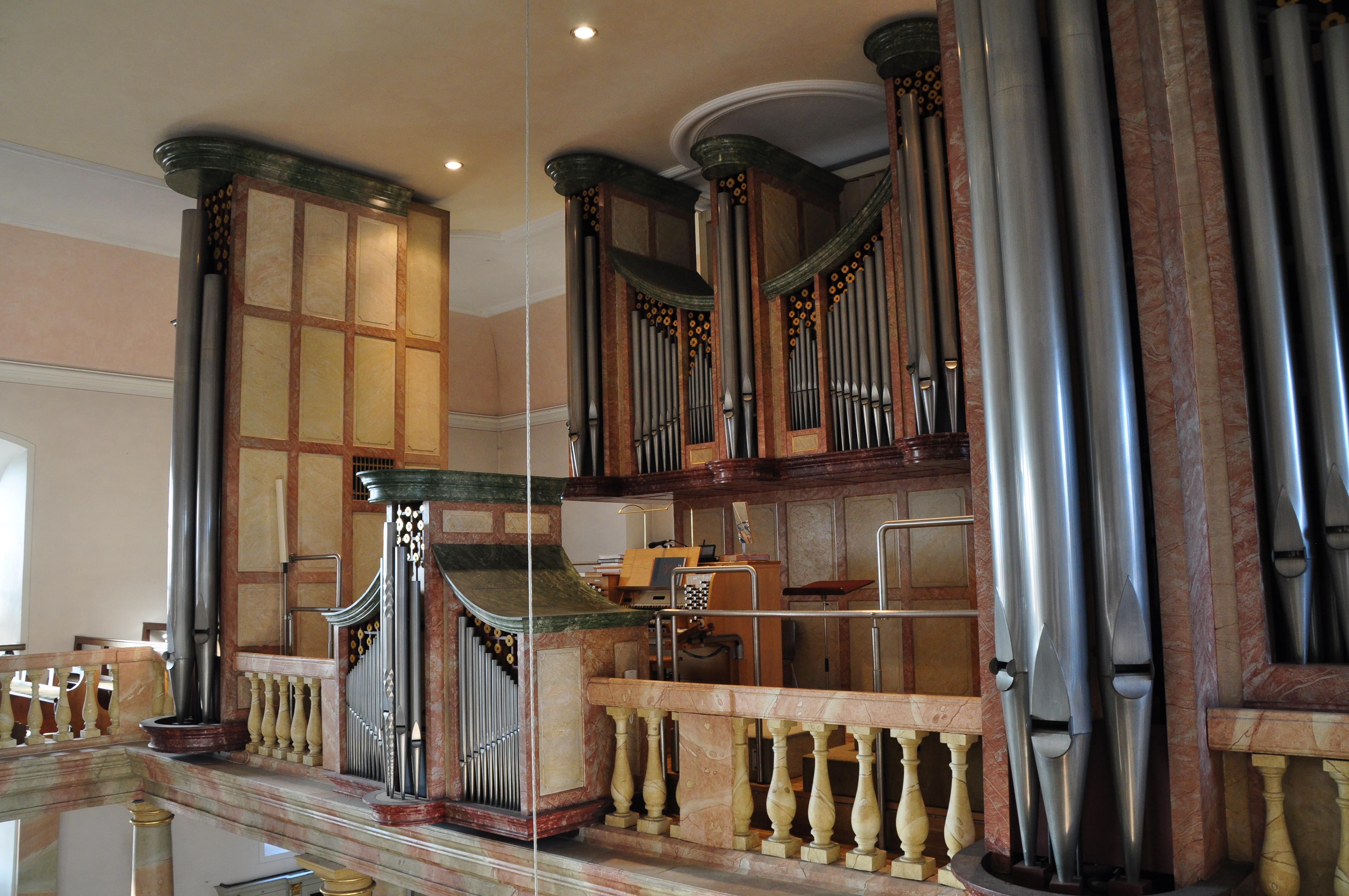
Beckerath-Orgel, von Empore

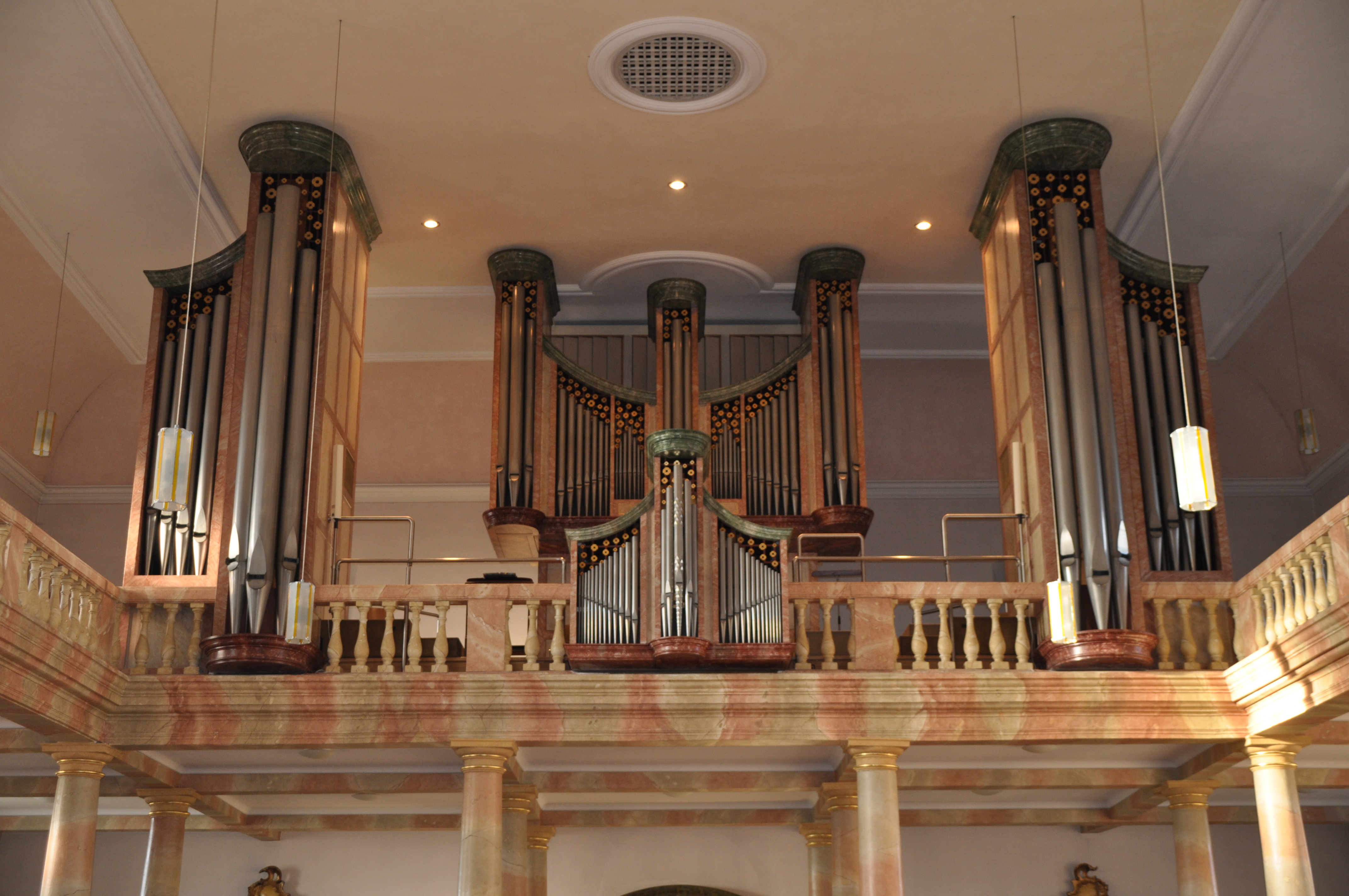
Beckerath-Orgel, Blickrichtung vom Altar

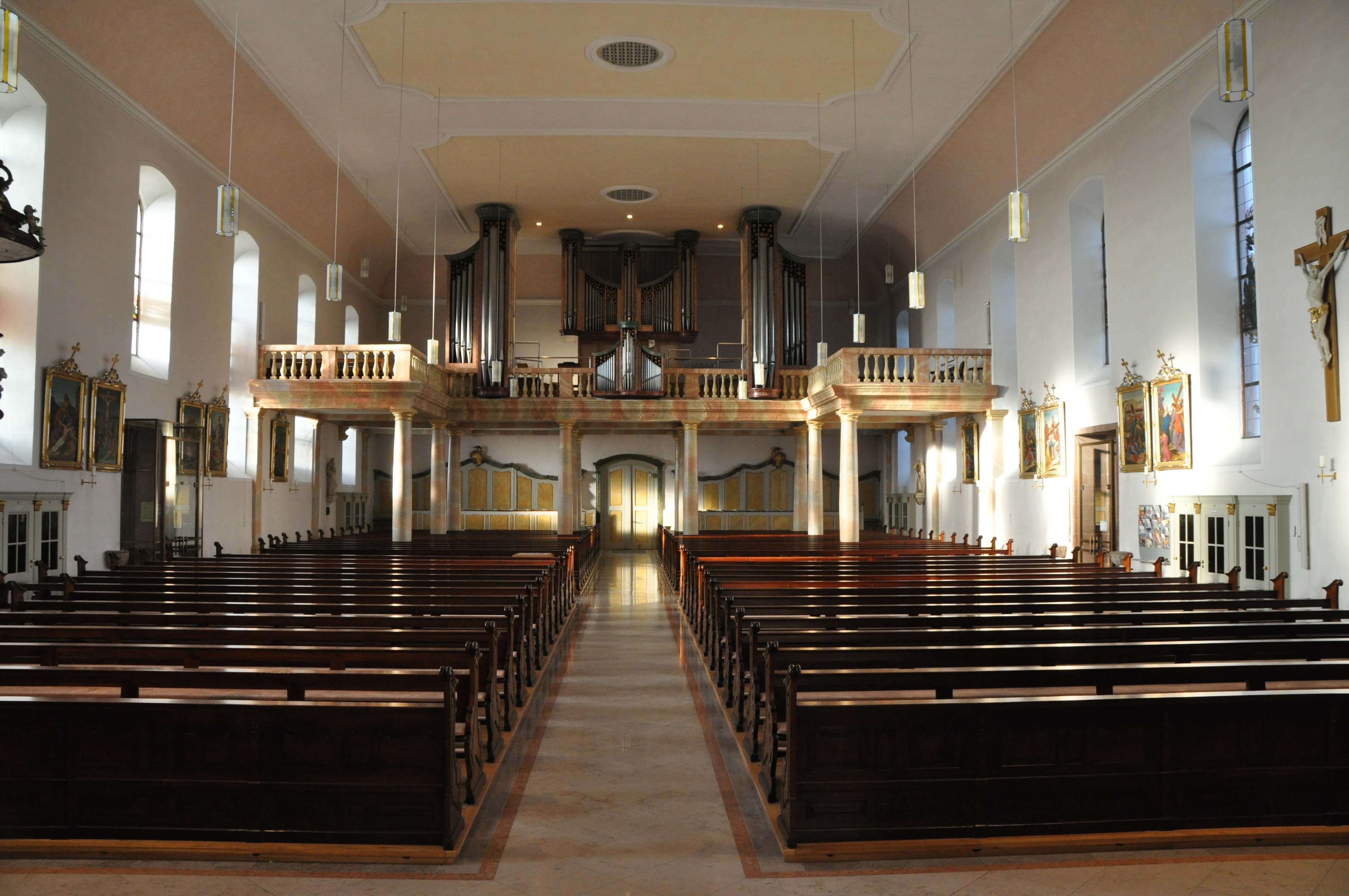
Kirchenraum mit Orgel

### Geschichte
Aus einem amtlichen Gutachten von 1935 des späteren Kirchenmusikdirektors Josef Depré (Kaiserslautern) geht hervor, dass bis in das Jahr 1934 in Herxheim eine Orgel der Firma H. Koulen & Sohn (Straßburg) stand. Sie besaß zwei Manuale mit insgesamt 33 Registern. 1934 wurde von der Firma Gebrüder Späth Orgelbau (Oberschwaben) ein Umbau der alten Orgel vorgenommen. Die Orgel aus dem Jahre 1934 enthielt nun drei Manuale mit 52 Registern. Der Orgelumbau versuchte einige Schwächen der alten Orgel auszugleichen, dennoch geht aus dem Gutachten des Sachverständigen von 1935 hervor:

„Die alten Stimmen waren schwach und blieben es. [...] Durch Ausdehnen der Orgel auf die ganze Breite der Empore ist der Gesamtkraft des Tones und auch in einzelnen [Stimmen] die direkte Wirkung genommen; alles klingt wie aus einem Schwellwerk heraus.“

In den 1980er Jahren entschloss man sich trotz vielseitiger Kritik für den Einbau einer neuen Orgel. Am 22. September 1985 wurde durch den Speyerer Bischof Anton Schlembach das neue Instrument des Orgelbauunternehmens Rudolf von Beckerath (Hamburg) in einem feierlichen Gottesdienst geweiht. In der Festschrift zur Orgelweihe wurde explizit auf die liturgische Bedeutung des Instrumentes Bezug genommen, indem man auf Sacrosanctum Concilium verwies:

„Die Pfeifenorgel soll in der lateinischen Kirche als traditionelles Musikinstrument in hohen Ehren gehalten werden; denn ihr Klang vermag den Glanz der kirchlichen Zeremonien wunderbar zu steigern und die Herzen mächtig zu Gott und zum Himmel emporzuheben.“

### Aufbau und Disposition
Das Hauptwerk befindet sich im Zentrum der Emporenbrüstung (sichtbar Prinzipal 8′). Seitlich davon sind die Pedaltürme erkennbar (sichtbar Prinzipal 16′). Über dem Spieltisch mit drei Manualen und Pedal (50 Register) befindet sich in einem Gehäuse das Schwellwerk.
82 Pfeifen sind in die sichtbare Architektur des Gehäuses eingebettet. Die restlichen 3505 Pfeifen sind innerhalb der vier Gehäuse von Haupt- und Schwellwerk sowie den beiden Pedaltürmen aufgestellt. Die längste Orgelpfeife misst fünf Meter, die kleinste 1 Zentimeter. Die Herxheimer Orgel besitzt eine elektrische Registertraktur sowie Kombinationen als Spielhilfen.
Die Orgel wurde 2005 von der Fa. Gerhard Kuhn Orgelbau (Esthal/Pfalz) auf den neuesten technischen Stand gebracht (z. B. USB-Anschlüsse). Hierbei wurde in einem Pilotprojekt eine neue Setzeranlage für insgesamt 8000 Kombinationen durch die Fa. Laukhuff (Weikersheim) eingebaut.
| I Rückpositiv C–g3 |                 |       |
| 1.                 | Gedackt         | 8′    |
| 2.                 | Dolce           | 8′    |
| 3.                 | Prinzipal       | 4′    |
| 4.                 | Rohrflöte       | 4′    |
| 5.                 | Oktave          | 2′    |
| 6.                 | Larigot         | 1 ⁄3′ |
| 7.                 | Sesquialtera II |       |
| 8.                 | Scharf IV       |       |
| 9.                 | Trompetenregal  | 16′   |
| 10.                | Cromorne        | 8′    |
|                    | Tremulant       |       |

| II Hauptwerk C–g3 |            |        |
| 11.               | Bourdon    | 16′    |
| 12.               | Prinzipal  | 8′     |
| 13.               | Spitzflöte | 8′     |
| 14.               | Gambe      | 8′     |
| 15.               | Oktave     | 4′     |
| 16.               | Hohlflöte  | 4′     |
| 17.               | Terz       | 3 1⁄5′ |
| 18.               | Quinte     | 2 ⁄3′  |
| 19.               | Oktave     | 2′     |
| 20.               | Cornett V  |        |
| 21.               | Mixtur V   | 1 ⁄3′  |
| 22.               | Zimbel III | 1⁄2′   |
| 23.               | Fagott     | 16′    |
| 24.               | Trompete   | 8′     |

| III Schwellwerk C–g3 |                   |        |
| 25.                  | Gedackt           | 16′    |
| 26.                  | Rohrflöte         | 8′     |
| 27.                  | Salicional        | 8′     |
| 28.                  | Vox celeste II    | 8′     |
| 29.                  | Prinzipal         | 4′     |
| 30.                  | Traversflöte      | 4′     |
| 31.                  | Nasat             | 2 ⁄3′  |
| 32.                  | Waldflöte         | 2′     |
| 33.                  | Terz              | 1 3⁄5′ |
| 34.                  | Sifflöte          | 1′     |
| 35.                  | Mixtur            | 2′     |
| 36.                  | Bombarde          | 16′    |
| 37.                  | Tromp. harmonique | 8′     |
| 38.                  | Voix humaine      | 8′     |
| 39.                  | Clairon           | 4′     |
|                      | Tremulant         |        |

| Pedal C–g1 |               |       |
| 40.        | Unterbass     | 32′   |
| 41.        | Prinzipalbass | 16′   |
| 42.        | Subbass       | 16′   |
| 43.        | Oktavbass     | 8′    |
| 44.        | Gedacktbass   | 8'    |
| 45.        | Choralbass    | 4′    |
| 46.        | Flötbass      | 4′    |
| 47.        | Nachthorn     | 2′    |
| 48.        | Hintersatz IV | 2 ⁄3′ |
| 49.        | Posaune       | 16′   |
| 50.        | Trompete      | 8′    |

- Koppeln: I/II, III/I, III/II, I/P, II/P, III/P
- Spielhilfen: 8000fache Setzeranlage, Walze
- Anmerkungen

1. 1 2  Eiche
2. 1 2 3  Prospekt
3. 1 2 3 4 5  Mahagoni

## Laurentius-Brotweihe
Die Laurentius-Brotweihe in Herxheim geht auf eine Pestwelle der Jahre 1666/67 zurück. Damals wurden mehrere Orte in der Pfalz von der verheerenden Seuche heimgesucht. Die agrarisch geprägte Landgemeinde Herxheim bei Landau/Pfalz musste enorme Einschränkungen erfahren und ein Großteil der örtlichen Bevölkerung erlag der Krankheit. Angewiesen auf die umliegenden Ortschaften Offenbach an der Queich, Ottersheim, Knittelsheim und Bellheim legten die Herxheimer Bürger ein Gelöbnis ab, damit sie Gott von ihrem Übel befreie:

„Wenn uns der barmherzige Gott von der furchtbaren Geißel erlöst, wollen wir auf ewige Zeiten aus Dankbarkeit alljährlich nach der Ernte das Erstlingsbrot durch die Hand des Priesters weihen lassen und davon einen Zweispännerwagen voll ans Finsterloch fahren und dort an die Armen der Wohltätergemeinden verteilen.“

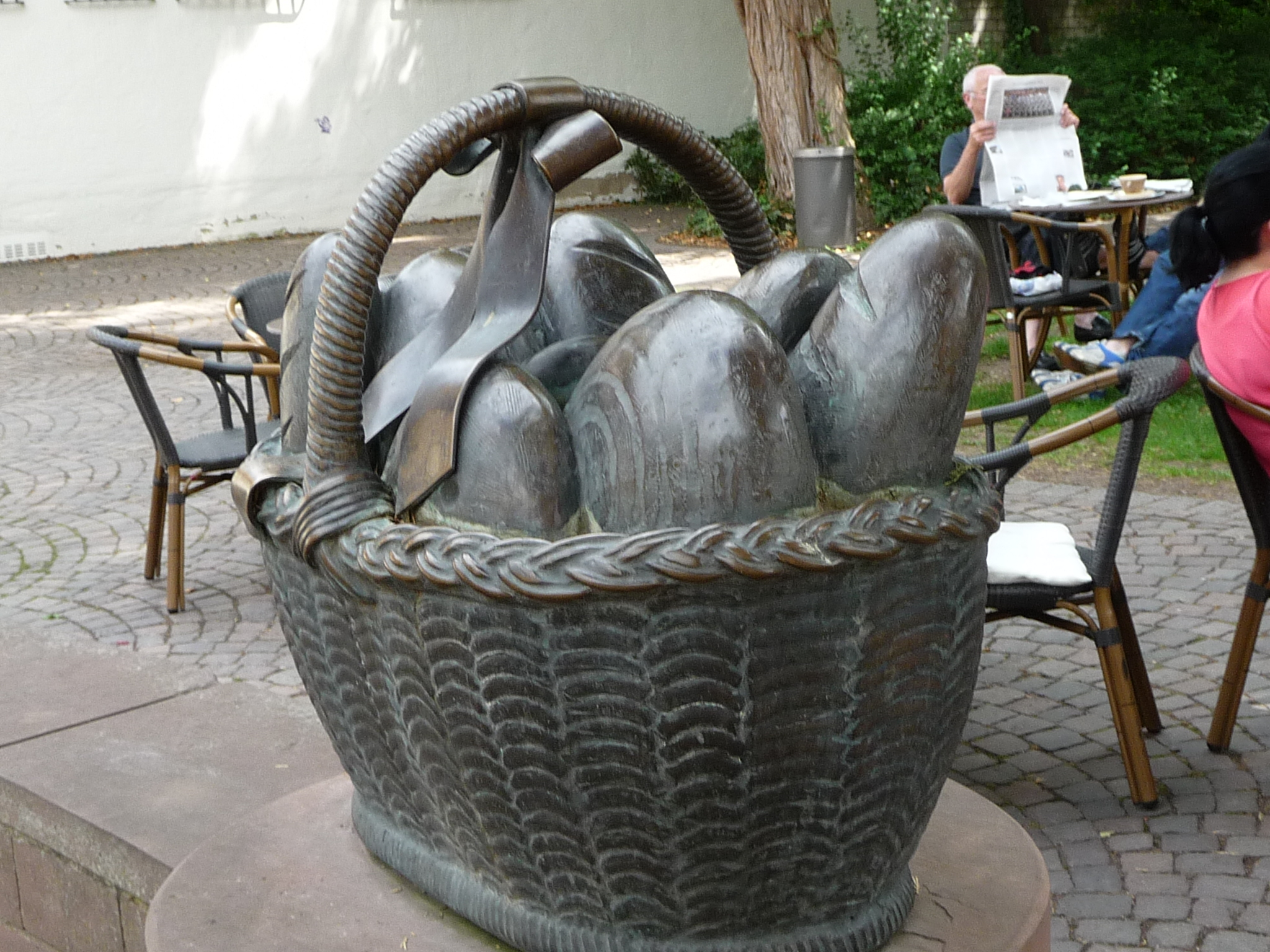
Bronzeplastik im Dorfbrunnen

Bis zum heutigen Tag wird das Gelöbnis jährlich am Sonntag nach dem Laurentiustag (10. August) in einem feierlichen Hochamt erneuert. Auf dem unteren Kirchberg wird dabei ein Zweispänner mit frischem Brot von den Herxheimer Bürgern befüllt. Gegen 12.00 Uhr wird unter Glockengeläut der Wagen mit dem Brot an die ehemalige Banngrenze, dem Finsterfeld/Finsterloch, gefahren und dort von Helfern an die Menschen verteilt. Der Brauch ist Ausdruck der Dankbarkeit der Herxheimer Bürger gegenüber den Wohltätergemeinden und der rettenden Hilfe Gottes. Im Dorfbrunnen der Ortsgemeinde Herxheim erinnert eine Bronzeplastik an die Brotsegnung.
Im Jubiläumsjahr 2016 erneuerte die Gemeinde in einem Pontifikalamt in der katholischen Pfarrkirche mit Bischof Karl-Heinz Wiesemann am 14. August zum 350. Mal das Gelöbnis. An der Brotverteilung in der Gewanne „Finsterfeld“ nahmen rund 3000 Menschen teil. Im Oktober führte das Chawwerusch Theater vor 2000 Zuschauern das Schauspiel Die wundersame Brotvermehrung dreimal auf.